# Selenicereus ocamponis
Selenicereus ocamponis es una especie de planta fanerógama de la familia Cactaceae. 

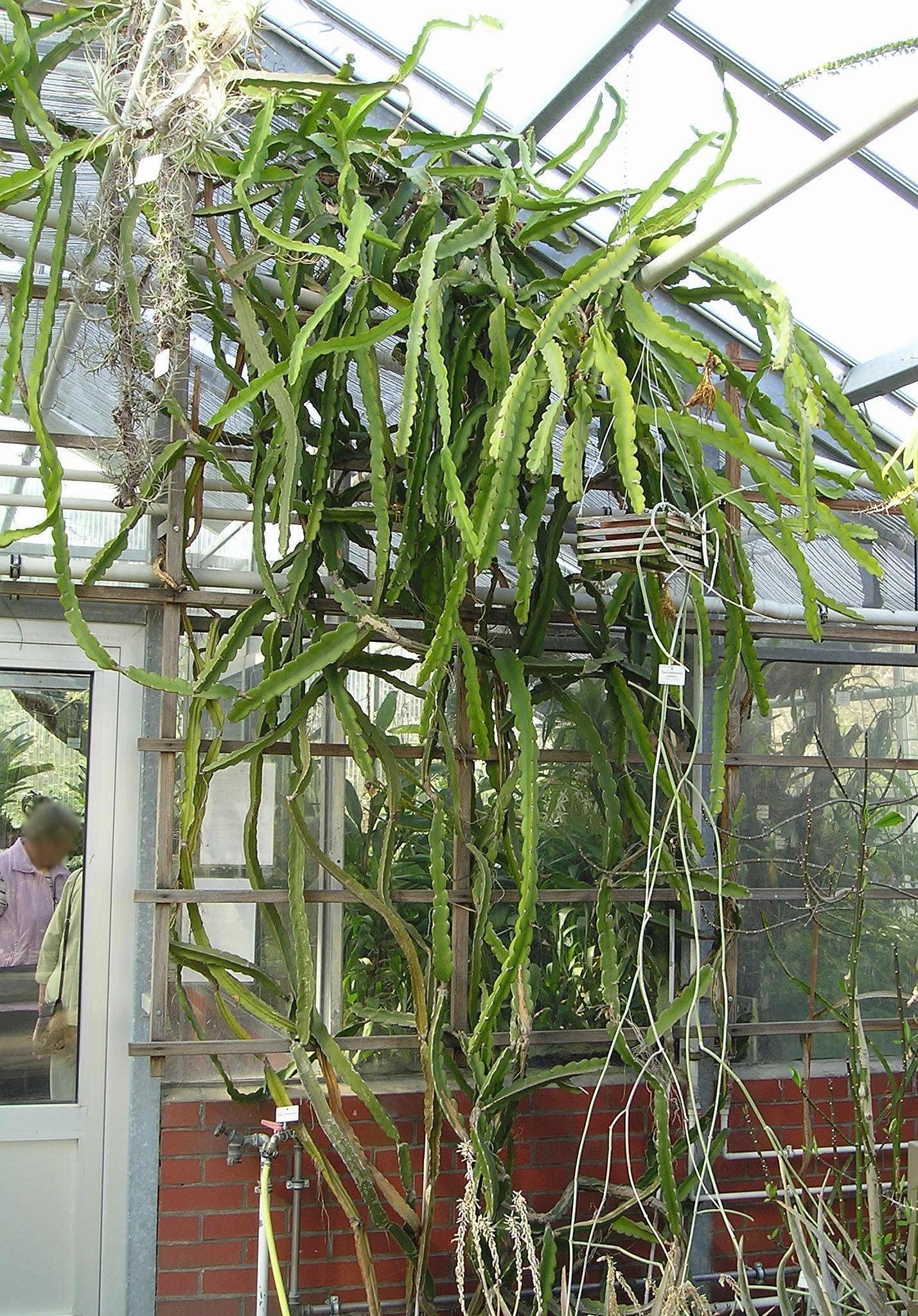
Vista de la planta

## Distribución
Es endémica de Costa Rica, Panamá y Colombia. Es una especie inusual en las colecciones.

## Descripción
Selenicereus ocamponis crecientemente escaladora, tiene tres afiladas costillas, con tallos verdes que alcanzan un diámetro de 5-6 cm y hasta 3 metros de longitud. Las costillas tienen el borde ondulado con un borde marrón. Las areolas de 2 a 4 centímetros tienen de 5 a 8 espinas aciculares, amarillentas de hasta 1,5 centímetros de largo. Las blancas flores son de 25 a 30 cm de largo y de ancho. Los frutos son de color amarillo o rojo.

## Taxonomía
La especie fue descrita iniciamente como Cereus ocamponis por Joseph de Salm-Reifferscheidt-Dyck y publicada en Cacteae in Horto Dyckensi Cultae. Anno 1849: 220, en 1850, hoy en día es tanto un sinónimo como el basónimo de esta. Más adelante, sería transferida al género Hylocereus por Nathaniel Lord Britton y Joseph Nelson Rose en Contributions from the United States National Herbarium 12(10): 429, en 1909, nombre científico que también es un sinónimo actualmente; y ulteriormente sería transferida al género Selenicereus por David Richard Hunt en Cactaceae Systematics Initiatives: Bulletin of the International Cactaceae Systematics Group 36: 34, en 2017.

#### Etimología
Ver: Selenicereus
ocamponis: epíteto otorgado en honor del científico y político mexicano Melchor Ocampo (1814– 1861).